# Fidel Castro
Fidel Alejandro Castro Ruz ( audio) (13. srpna 1926 Birán – 25. listopadu 2016 Havana) byl kubánský diktátor, prezident a premiér, revolucionář a první tajemník Komunistické strany Kuby. Vládl od roku 1959, kdy byl pod jeho vedením svržen generál Fulgencio Batista, až do roku 2006, kdy těžce onemocněl a jeho funkce kromě vedení strany převzal jeho bratr Raúl Castro. V únoru 2008 rezignoval na pozici prezidenta a v dubnu 2011 se vzdal i funkce prvního tajemníka strany.
Castrova vláda se zapsala do dějin země výstavbou socialismu, rozvojem zemědělství, vzrůstem vzdělanosti, integrací do RVHP, ale také cenzurou tisku, porušováním lidských práv, zadržováním velkého počtu politických vězňů či neúspěšným vyrovnáním se s chudobou obyvatelstva na přelomu 20. a 21. století.

## Život

### Dětství
Narodil se 13. srpna 1926 na statku v Biránu, nedaleko Mayarí, v provincii Holguín, jako potomek Ángela Castra y Argiz, úspěšného podnikatele s cukrovou třtinou. Jeho matka Lina Ruz González byla služka v jeho domácnosti.
Castrův otec Angel Castro byl chudý galicijský imigrant ze Španělska, který se postupně vypracoval na bohatého farmáře. V roce 1898 Castrův otec bojoval jako španělský voják ve španělsko-americké válce, po které Kuba získala nezávislost na Španělsku a dostala se pod silný politický a ekonomický vliv Spojených států. S Fidelovou matkou se Angel Castro oženil, až když bylo Fidelovi 15 let. Do té doby žil se svou první manželkou Marií Luisou Argotou. Castro měl dva poloviční sourozence Lidii a Pedra Emilia, které měl jeho otec z prvního manželství. S jeho matkou Linou následovalo dalších šest dětí: tři bratři (starší Ramón, který pokračoval v otcově farmářské tradici, Fidel a mladší Raúl) a tři sestry (Angela, Juanita a Emma), které se narodily z nemanželského svazku. Sám Fidel Castro byl pro svůj nemanželský původ ve škole vysmívaným dítětem. Tato situace se změnila až sňatkem jeho otce s matkou Linou krátce před Castrovým nástupem na univerzitu, kdy si také mohl ke svému jménu připsat i mateřské příjmení „Ruz“.
Jeho otec zemřel krátce před revolucí, zatímco jeho matka a všichni sourozenci se dožili znárodnění svých pozemků zemědělskou reformou Fidelovy vlády. Z jejich rodného domu je nyní muzeum. Lidia Castro obdržela kdysi od Raúla Castra přidělený jeden ze znárodněných domů v Havaně.
V letech 1945–1950 Castro studoval práva na Havanské univerzitě. Jeho politické názory ovlivnily americké vojenské intervence a okupace v několika státech Karibiku a Střední Ameriky z první třetiny 20. století tzv. banánové války. Na protiamerické postoje Fidela Castra měla vliv také americká podpora Batistova režimu.

### Nástup do vysoké politiky

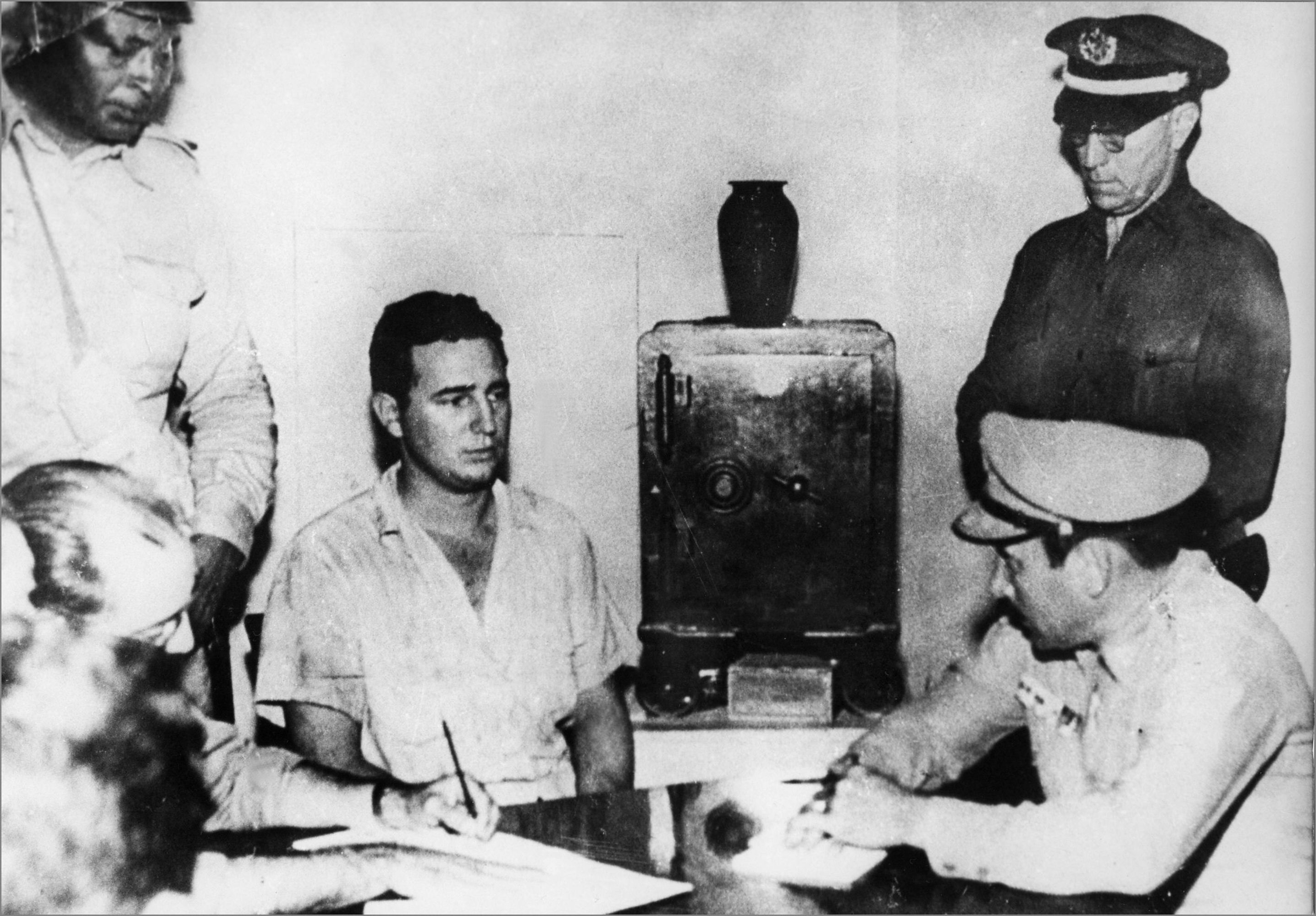
Castro zadržený po útoku na kasárna Moncada

Fidel Castro byl před revolucí členem Strany kubánského lidu – ortodoxní (Partido Ortodoxo), po útoku na kasárna Moncada 26. července 1953 vystupoval pod hlavičkou Hnutí 26. července (podle data útoku), což bylo ozbrojené partyzánské hnutí zaměřující se na teroristické útoky proti Batistovu režimu. Později byl uvězněn a předveden před soud, kde se jako vystudovaný právník hájil sám. Je zajímavé, že v této době byl velmi silně ovlivněn osobnostmi v Evropě. Zvláště ho inspiroval Adolf Hitler, který pro svůj vlastní soudní spor vytvořil projev, který téměř bez změn použil i Fidel Castro při své obhajobě. Je nutné si uvědomit, že v této době byl fašismus na velmi silné vlně popularity. Fašismus byl velmi představován jako další vylepšený stupeň politické filosofie.
Od roku 1959, kdy s pomocí skupiny svých přívrženců (Hnutí 26. července) svrhl předchozího autoritativního vůdce Fulgencia Batistu, zastával až do roku 1976 funkci premiéra Kuby; jeho vliv na celou zemi však byl mnohem větší než tehdejší hlavy státu – prezidenta Osvalda Dorticóse Torrada. Oficiálně Castro získal titul ekvivalentní prezidentovi (předseda státní rady) – a stal se tak hlavou státu – až v roce 1976.
Během své téměř padesátileté vlády se stal jedním z nejkontroverznějších politiků světa. Původně sliboval demokratické reformy, ale brzy po převratu znárodnil veškeré pozemky a průmyslové podniky, které byly ovládány hlavně Američany, a nastolil na Kubě autoritativní režim; revoluci, jak jej označil, později prohlásil za komunistickou a následně navázal blízké vztahy se Sovětským svazem a dalšími zeměmi, které se v této době označovaly jako socialistické. V reakci na znárodnění majetku amerických firem na Kubě vyhlásily USA v říjnu 1960 embargo na vývoz amerických výrobků na Kubu, které dále posílily v únoru 1962 embargem na veškerý obchod s Kubou.

### Zavádění socialismu na Kubě
Invaze v zátoce Sviní na Kubě v dubnu 1961 pod vedením CIA, kterou financovala a podporovala americká vláda, a jejímž cílem bylo svržení Fidela Castra, přispěla k ještě většímu sblížení Kuby se Sovětským svazem.
Po sovětském vzoru Castro zaváděl rychle školství, aby zvýšil gramotnost Kubánců, za jeho vlády byla též zavedena i bezplatná lékařská péče. Castro si nejdříve získal u obyvatel Kuby velkou oblibu. Vysláním kubánských jednotek do Angoly na pomoc vládní MPLA proti povstalcům z UNITA a do dalších rozvojových zemí, kde existovaly levicové vlády nebo vojenské oddíly, demonstroval odhodlanost země bojovat za komunismus kdekoliv na světě. Populárním se stal též i v Hnutí nezúčastněných zemí, jehož se stal v roce 1979 předsedou. Avšak poté, co podpořil sovětskou intervenci v Afghánistánu (člena Hnutí nezúčastněných zemí) jeho podpora silně poklesla, a to nejen v zahraničí, ale též i doma.
V roce 1983 Castro odsoudil americkou invazi na Grenadu. Po Sandinistické revoluci v Nikaragui Castro podporoval boj vládnoucích Sandinistů s povstaleckými skupinami „contras“ podporovanými USA.
Rozčaroval a postupem času zklamal mnoho lidí svým hrubým porušováním lidských práv, potlačováním a pronásledováním opozičních politiků, neobratnou ekonomickou politikou, tvrdou cenzurou tisku a nakonec i také zákazem emigrace.
Statisíce Kubánců během jeho diktatury emigrovaly do zahraničí. Neznámé množství se jich utopilo při pokusu přeplout pomocí vratkých plavidel moře na americkou Floridu. Desetitisíce se jich však vrátily, protože je USA nechtěly přijmout.

### Hospodářské krize na přelomu století
Po rozpadu SSSR, na němž byla Kuba závislá, se hospodářská situace země prudce zhoršila (největším problémem bylo zásobování ropou) a Castro byl nucen zavést drastická opatření na uchránění ekonomiky Kuby před krachem. V letech 1992 a 1996 Spojené státy ještě více zpřísnily obchodní embargo. Na začátku 21. století dokázal Castro opět obnovit spojenectví se zahraničními levicovými vládami – tentokrát s latinskoamerickými zeměmi, a to s Venezuelou, Bolívií, Nikaraguou a Ekvádorem, což pomohlo silně poškozenému kubánskému hospodářství.

### Zdravotní potíže a smrt
V létě 2006 se prudce zhoršil jeho zdravotní stav a prodělal komplikovanou operaci a řízení státu na čas převzal jeho bratr Raúl. Podle oficiálních prohlášení kubánských úřadů se jeho stav zlepšoval, zahraniční tisk ale spekuloval o tom, že umírá na rakovinu.
- 31. července 2006 kubánské úřady oznámily, že Castro dočasně předal pravomoci bratru Raúlovi, po dobu rekonvalescence z operace trávicího traktu.
- 7. října 2006 časopis Time napsal, že Castro je léčen na rakovinu v posledním stadiu a jeho návrat k moci je přinejmenším spekulativní.
- 8. října 2006 Raúl Castro oznámil před tiskem, že jeho bratr neumírá, naopak, jeho stav se ze dne na den zlepšuje.
- 30. ledna 2007 odvysílala kubánská televize záběry z návštěvy Huga Cháveze u zotavujícího se Fidela Castra.
- 19. února 2008 Fidel Castro oznámil, že se již nebude ucházet o úřad nejvyššího představitele Kuby.
- 9. ledna 2015 se opět spekulovalo, že je Fidel Castro po smrti.

Konkrétní informace o Castrově nemoci byly svého času označeny jako státní tajemství kubánské vlády.
V roce 2010 opět začal ve větší míře vydávat veřejná prohlášení a dávat rozhovory. V nich mimo jiné kritizoval vyhošťování Romů bez povolení k pobytu z Francie, které označil za případ rasového holocaustu.
Zemřel 25. listopadu 2016 pozdě večer kubánského času v Havaně. Jeho bratr Raúl pak v televizi přečetl krátké prohlášení, ve kterém zmínil, že mrtvý muž bude na vlastní žádost zpopelněn následující den. Castrův popel byl během několika dní transportován do Santiaga de Cuba. Pohřeb se konal po devíti dnech státního smutku 4. prosince na hřbitově svaté Ifigenie v Santiagu de Cuba.

### Titul
Castrův oficiální titul zněl Comandante en Jefe, Primer Secretario del Partido y Presidente de los Consejos de Estado y de Ministros de la República de Cuba, tj. Vrchní velitel (ozbrojených sil), první tajemník strany a předseda státní rady a rady ministrů Kubánské republiky. Titul předseda státní rady nahradil titul prezidenta v nové kubánské ústavě v roce 1976. Proto byl Castro, který se stal hlavou státu po Osvaldu Dorticósovi Torradovi (prezidentovi v letech 1959–1976) někdy zkráceně nazýván prezidentem. V tisku býval označován jako Comandante en Jefe (vrchní velitel) nebo Líder Máximo (nejvyšší vůdce). Kubánci Castra většinou označují jeho osobním jménem Fidel nebo slovem El Caballo – Kůň.

### Osobní život
Podle dostupných informací má celkem devět dětí – sedm synů a dvě dcery.
Jeho první manželkou byla Mirta Díaz-Balart, která pocházela z vlivné rodiny a s níž se oženil 11. října 1948. Měli spolu syna Fidela Ángela, který se narodil 1. září 1949. Rozvedli se v roce 1955. Jejich syn po určitý čas vedl kubánskou komisi pro atomovou energii – než jej z této funkce odvolal jeho otec. Fidel Castro měl však během svého prvního manželství poměr s Natalií Revuelta Clews, z něhož se narodila dcera Alina Fernández-Revuelta. Alina později kritizovala politiku svého otce. Kubu opustila v převlečení za španělskou turistku a požádala o azyl ve Spojených státech.
Z druhého manželství s Dalií Soto del Valle měl Fidel dalších pět synů: Antonia, Alejandra, Alexise, Alexandera a Ángela. S dalšími ženami měl syna Jorgeho Ángela a dceru Franciscu Pupo, která žije v americkém Miami.
Kromě bratra Raúla měl také sestru Juanitu Castro (* 1933). Na počátku 60. let byla tři roky špionkou CIA. Ve svých pamětech uvedla, že s Fidelem a Raúlem se rozešla proto, že vraždili své odpůrce. Podle svých slov pomáhala varovat a skrývat kubánské disidenty. V roce 1964 z Kuby uprchla do Spojených států. Jeho starší bratr Ramón zemřel ve věku 91 let (1924–2016).

## Ideologie
1. prosince 1961 Castro prohlásil v televizní show Universidad popular tato slova: „Jsem marxista-leninista a zůstanu marxistou-leninistou až do smrti.“ Podle Castra mohla být země považována za socialistickou, pokud její výrobní prostředky kontroloval stát. V jeho pojetí socialismu tedy nejde ani o to, kdo v zemi kontroluje moc, jako spíše o způsob. Pod vlivem Guevary navrhoval, aby se Kuba vyhnula většině etap socialismu a přešla přímo ke komunismu.
Po vítězství v Zátoce sviní se Castro stal posedlý vyzbrojováním Kuby.
Kubánská revoluce nicméně nesplňovala marxistický předpoklad, že socialismu bude dosaženo prostřednictvím proletářské revoluce (vedena lidmi z nejnižších dělnických či zaměstnaneckých vrstev), neboť většinu sil zapojených do Batistova svržení vedli příslušníci kubánské střední třídy.
Castrova vláda byla také nacionalistická, v tom se opírala o dlouholetou tradici kubánského nacionalismu. Castrův životopisec Sebastian Balfour poznamenal, že Castrova ideologie „vděčí mnohem více hispánskému nacionalismu než evropskému socialismu nebo marxismu-leninismu“. Historik Richard Gott poznamenal, že jedním z klíčů Castrova úspěchu byla jeho schopnost využívat „dvojího tématu socialismu a nacionalismu“ a udržovat je „donekonečna ve hře“. Inspiroval se širším latinskoamerickým protiimperialistickým hnutím 30. a 40. let 20. století, včetně argentinského Peróna a guatemalského Jacoba Árbenze.
Důraz byl kladen na vědecký komunismus a vědecký ateismus. Školení se přiklánělo ke castrovsko-che guevarovským myšlenkám „čisté“ nekompromisní formy komunismu. Byly zdůrazňovány „morální stimuly“ nad materiálními a dostalo se dokonce i na tak podivuhodné sny jako zrušení peněz.
Za své hlavní politické vlivy označil Castro Karla Marxe a kubánského nacionalistu José Martího, i když Gott se domníval, že Martí nakonec zůstal v Castrově politice důležitější než Marx. Castro popisoval Martího politické myšlenky jako „filozofii nezávislosti a výjimečnou humanistickou filozofii“ a jeho stoupenci a obhájci opakovaně tvrdili, že mezi oběma osobnostmi existuje velká podobnost. Životopisec Volka Skierka popsal Castrovu vládu jako „vysoce individuální, socialisticko-nacionalistický „fidelistický“ systém“. Theodore Draper označil jeho přístup za „castrismus“ a považoval jej za směs evropského socialismu s latinskoamerickou revoluční tradicí. Politolog Paul C. Sondrol popsal Castrův přístup k politice jako „totalitní utopismus“ se stylem vedení, který vycházel z širšího latinskoamerického fenoménu caudilla.
Castro zaujímal v mnoha otázkách poměrně konzervativní sociální postoje, vystupoval proti užívání drog, hazardu a prostituci, které považoval za morální zlo. Místo toho prosazoval tvrdou práci, rodinné hodnoty, čestnost a sebekázeň. I když Castrova vláda po desetiletí potlačovala homosexualitu, později v životě za to s lítostí přijal zodpovědnost, označující to za velkou nespravedlnost.

## Zajímavosti
Fidel Castro byl při návštěvě ČSSR vyznamenán Řádem Bílého lva a také obdržel čestný doktorát Univerzity Karlovy, o kterém se následně po roce 1989 vedly debaty, zda by mu měl být odebrán či ne (což kvůli platnému právnímu řádu nejde[zdroj?]).
Na Castra bylo připravováno či plánováno 638 atentátů. CIA chtěla použít například otrávené pilule, vybuchující doutníky, otrávený neoprén nebo měkkýše, do jehož škeble by se schovala nálož, protože se vědělo, že Castro je vášnivý potápěč.
Castro podporoval boj proti apartheidu v Jihoafrické republice. Jako svůj vzor ho uvedli například Ahmed Ben Bella, bojovník za nezávislost Alžírska na Francii, nebo bojovník proti apartheidu Nelson Mandela, který po svém zvolení prezidentem Jihoafrické republiky udělil Castrovi nejvyšší jihoafrické státní vyznamenání.
Dne 21. ledna 1998 navštívil Kubu papež Jan Pavel II. Na papežově mši na Náměstí kubánské revoluce se sešlo více než čtvrt milionu lidí a papež při ní kritizoval jak marxismus, tak kapitalismus, a vyzval k prosazování demokracie. Na mši byl přítomen i Fidel Castro, který prohlásil „Za každé slovo, které jste řekl, dokonce i za ta, s nimiž bych mohl nesouhlasit, Vám, Svatý otče, děkuji.“
Castro odsoudil teroristické útoky 11. září 2001 a vyjádřil solidaritu se Spojenými státy, ale v roce 2003 kritizoval americkou invazi do Iráku a v březnu 2011 odsoudil vojenskou intervenci NATO v Libyi.

## Galerie

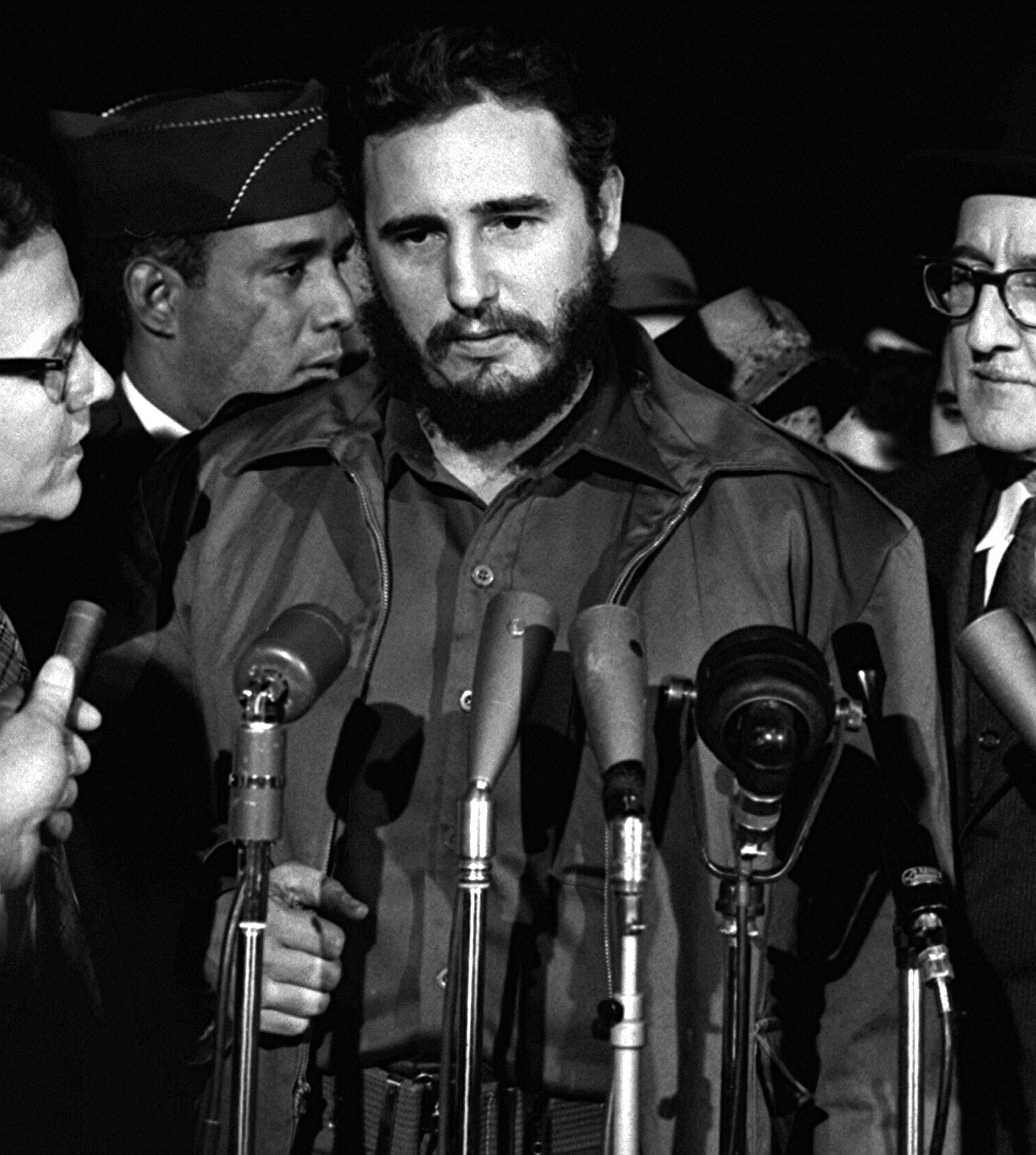
Fidel Castro v USA v roce 1959
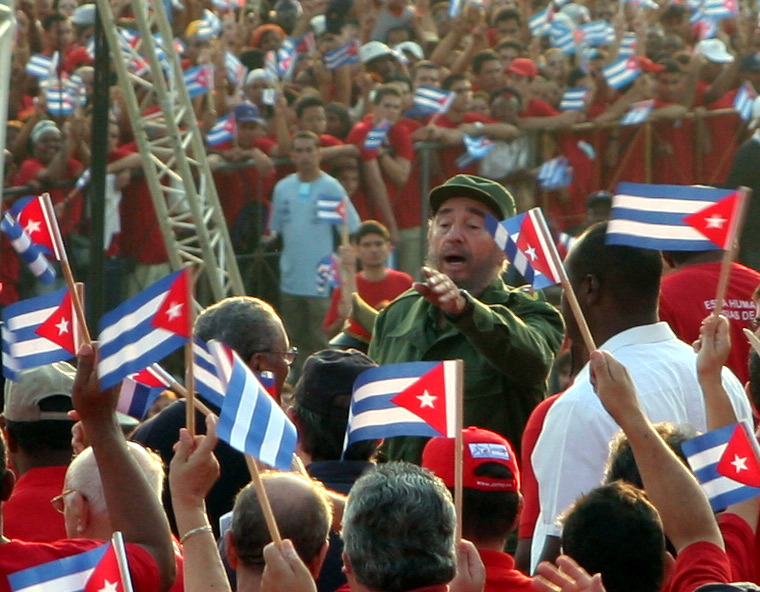
Castro v davu v roce 2005
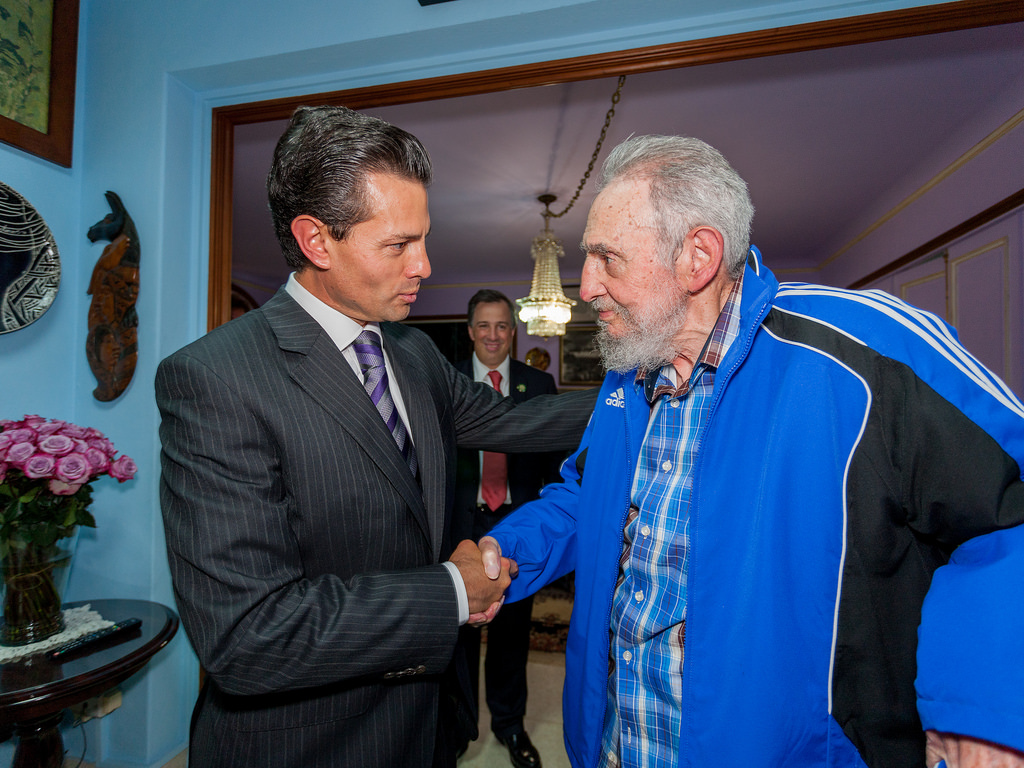
Castro a mexický prezident Enrique Peña Nieto v březnu 2014
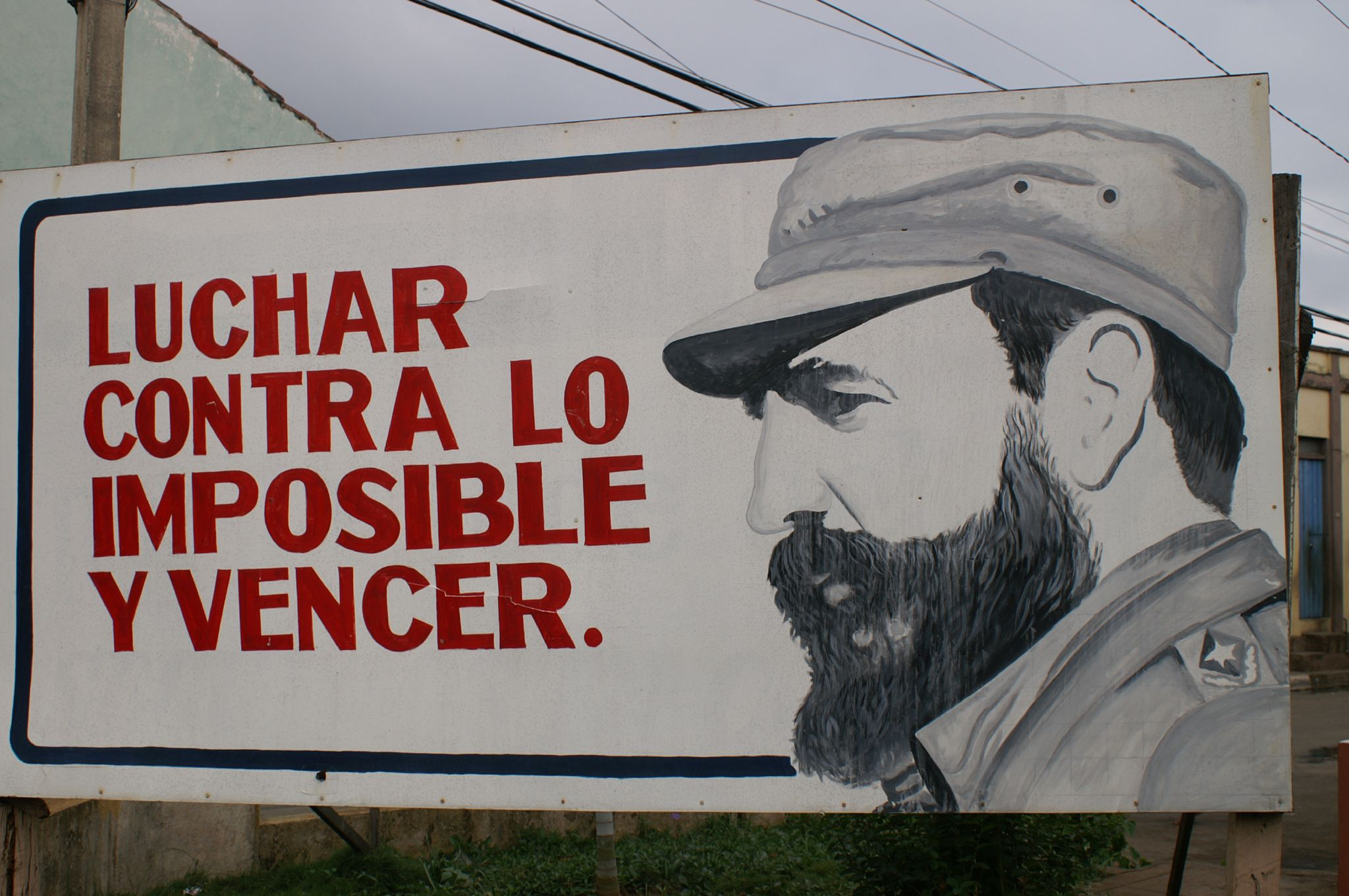
Propagandistický plakát s Castrem a španělský text „Bojovat proti nemožnému a zvítězit“
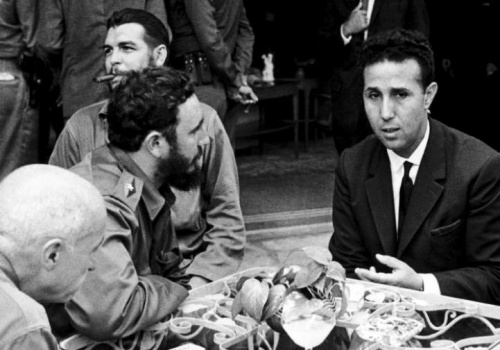
Castro, Che Guevara a Ahmed Ben Bella v roce 1962